# Institucionalizace
Termín institucionalizace se používá v sociálních vědách pro proces, kdy se například pojem sociální role, objekt vlastní hodnoty a představy nebo způsob chování, stává pevně spojeným s organizací, sociálním systémem, nebo společností, v její specifické části.